# Tatort: Angezählt
Angezählt ist ein Fernsehfilm aus der Krimireihe Tatort, der am 15. September 2013 im Ersten sowie auf ORF 2 und SRF 1 zum ersten Mal gesendet wurde. Es ist die 881. Folge der Reihe, der 31. Fall des österreichischen Ermittlers Moritz Eisner und der siebente Fall des Ermittlerteams Eisner/Fellner. Der Krimi über Elendsprostitution in Wien wurde mit dem Grimme-Preis 2014 ausgezeichnet.

## Handlung
Die ehemalige Prostituierte Yulya Bakalova wird Opfer eines Brandanschlags auf offener Straße. Attentäter ist der zwölfjährige Ivo, der die Bulgarin mit Benzin aus einer Wasserpistole anspritzt, das sich sofort entzündet, da sie eine brennende Zigarette in der Hand hält. Bibi Fellner kennt das Opfer noch aus ihrer Zeit bei der Sitte, als die Frau gegen den bulgarischen Zuhälter Aziz ausgesagt hatte, was ihm mehrere Jahre Gefängnis einbrachte. Fellner hatte die Bulgarin daraufhin in ein Zeugenschutzprogramm aufgenommen und ihr versprochen, sie zu beschützen. Nun macht sie sich Vorwürfe, da die junge Frau sie unmittelbar vor der Tat angerufen hatte, doch Fellner hatte das als anonym angezeigte Gespräch nicht angenommen. Wenig später stirbt Bakalova im Krankenhaus an ihren schweren Verbrennungen.
Es stellt sich heraus, dass Aziz vor einigen Wochen vorzeitig aus der Haft entlassen wurde, doch seitens der Behörden war versäumt worden, die Zeugin oder die Polizei von der Entlassung in Kenntnis zu setzen. Kurz vor dem Anschlag hatte der ehemalige Boxer noch mit der jungen Frau gesprochen und sie aus der Fassung gebracht. Eisner und Fellner, die davon überzeugt sind, dass Aziz der Auftraggeber des Anschlags ist, stellen ihn zur Rede, können ihm jedoch nichts nachweisen.
Schließlich wird der Junge gefasst, der die Tat begangen hat. Er hat einen Zettel bei sich, auf dem in mangelhaftem Deutsch zu lesen ist, dass er Ivo heiße, 12 Jahre alt sei und deshalb laut Gesetz nicht bestraft werden dürfe. Nachdem er zunächst schweigt und seine Identität verbirgt, finden Eisner und Fellner heraus, dass er ebenfalls bulgarischer Abstammung ist. Seine Mutter Nora, die ebenso wie das Brandopfer und viele andere junge Frauen von Aziz unter falschen Versprechungen aus ihrem Heimatdorf nach Sofia weggelockt wurde, war von dem Zuhälter geschlagen, vergewaltigt und „auf den Strich“ geschickt worden. Als die erst 17-jährige Nora daraufhin von Aziz schwanger wurde und Ivo zur Welt brachte, gab sie den Jungen in ein Heim und musste für Aziz in Wien weiter „anschaffen“ gehen, um die Schulden zu begleichen, die der Zuhälter ihr auferlegt hatte.
Ivo, der sich von seiner bulgarischen Pflegefamilie abgesetzt hatte und nach Wien gelangte, um seine Mutter zu finden, wird von Fellner in die Kinder-Drehscheibe gebracht, eine soziale Einrichtung für in Not geratene Kinder. Von dort setzt er sich jedoch wieder ab und findet den Weg zurück zur Wohnung seiner Mutter. Diese hat inzwischen von Aziz’ Schläger Petrow die Erlaubnis erhalten, die Stadt unbehelligt zu verlassen, da Ivo durch seine Tat alle ihre Schulden beglichen hat. Als sie ihre Habseligkeiten zusammenpackt und Ivo sich ihr anschließen will, schlägt sie ihn, beschimpft ihn als Mörder und lässt ihn allein zurück.
Nachdem der Junge einige Zeit ziellos in der Stadt herumgeirrt ist, wird er schließlich von Fellner vor ihrem Wohnhaus aufgefunden und in ihre Wohnung gebracht. Sie hat Mitleid mit ihm und will ihn vor dem Zugriff der Justiz und der Presse schützen, da ihr Vorgesetzter Ernst Rauter schnellstmögliche Ergebnisse erwartet und der Öffentlichkeit einen Schuldigen für den Mord präsentieren möchte. Der Junge, der inzwischen Vertrauen zu der Polizistin gefasst hat, erzählt ihr, dass Aziz ihn für den Mord an Yulya Bakalova angeworben und ihm als Gegenleistung die Freiheit seiner Mutter versprochen hat.
Der Zuhälter hat unterdessen erkannt, dass der Junge ihm als Zeuge Schwierigkeiten machen kann, und macht sich mit seinen Handlangern auf die Suche nach ihm. Bei der Durchsuchung von Noras Wohnung findet er einen Hinweis auf Fellners Adresse. Während sein Sidekick Petrow den Haupteingang von Fellners Wohnhaus blockiert, verschafft sich Aziz Zugang zu ihrer Wohnung. Er schlägt Fellner, die sich schützend vor Ivo stellt, die Pistole aus der Hand und schlägt sie brutal zusammen. Dann schleppt er sie vor die Wohnung in den Außenflur, um sie über das Geländer in die Tiefe zu stoßen. In der Zwischenzeit verschafft sich Eisner mit seiner Dienstwaffe gewaltsam Zugang zum Haus, indem er Petrow durch die Glastüre niederschießt. Oben angekommen wird er Zeuge, wie Ivo mit Fellners Pistole den Mann, der sein biologischer Erzeuger ist, niederschießt und der Polizistin so das Leben rettet.
Am Ende des Films wird Ivo offiziell in die Sozialeinrichtung Kinder-Drehscheibe aufgenommen, während Bibi Fellner, von dem brutalen Überfall noch sichtlich gezeichnet, im Altersheim ihren Vater besucht, mit dem sie seit über 20 Jahren nicht mehr gesprochen hat.

## Rezeption

### Einschaltquoten
Die Erstausstrahlung von Angezählt am 15. September 2013 wurde in Deutschland von 9,43 Millionen Zuschauern gesehen und erreichte einen Marktanteil von 27,5 % für Das Erste; in der Gruppe der 14- bis 49-jährigen Zuschauer konnten 2,98 Millionen Zuschauer und ein Marktanteil von 21,7 % erreicht werden.
In Österreich wurden 873.000 Zuschauer und 31 % Marktanteil erzielt.

### Kritiken
„Für den üblichen Ermittlungs-Bürofetischismus wie an die Wand geklebte Opferfotos oder Kaffeemaschinenslapstick interessiert sich dieser „Tatort“ dankenswerterweise nicht. Stattdessen geht es um ein psychologisches Kräftemessen. Vor allem aber tauchen wir in langen Nachtfahrten in Wiener Verhältnisse jenseits der Hochglanzprospekte ein.“

„Trotzdem ist der neue österreichische "Tatort" mehr als ein Milieuschocker mit Echtheitszertifikat. Den Filmemachern gelingt es, geschickt die dramaturgischen Regeln des Krimis auf den Kopf zu stellen. […] Das ist die grimmige Pointe dieses außergewöhnlichen "Tatort": Der Mörder, hier muss er nicht gejagt werden, sondern beschützt.“

„Bei den Österreichern sind die Figuren mit Geduld und wohl auch Liebe entwickelt worden, in jeder Episode erschließen sie sich mehr. Der innere Zusammenhang der Episoden erklärt die innere Nähe der Kommissare. Zwei fauchende und strauchelnde Grantler: Nirgendwo sonst erzählen die Ermittler nebenbei so viel über den Charakter ihres Einsatzortes.“

### Hintergrund und öffentliche Reaktion
Im Film wird korrekt erwähnt, dass es in Wien etwa 6.000 Prostituierte gibt, 3.200 offiziell registrierte und weitere geschätzte 3.000 illegale. Bei der Polizei gibt es sechs spezialisierte Ermittler im Bereich Prostitution. Nur bei großen Schwerpunktaktionen und internationalen Ermittlungen werden sie nach Chefermittler Tatzgern von knapp 30 Ermittlern aus dem Bereich Schlepperei, uniformierten Polizisten und Ermittlern des Bundeskriminalamtes unterstützt. Im Jahre 2008 gab es noch einen Personalbestand von 36 Ermittlern für den Bereich Menschenhandel und Prostitution, welcher durch Pensionierungen, Polizeireformen und Umstrukturierungen vermindert wurde. Polizeigewerkschafter Greilinger forderte nach der Ausstrahlung der Tatort-Folge eine Verdopplung der spezialisierten Ermittler, um über eine zweite Gruppe in diesem Bereich verfügen zu können. Polizeisprecher Johann Golob sah die Personalsituation nicht so dramatisch, da es ja die unterstützenden Einheiten gäbe.

### Auszeichnungen

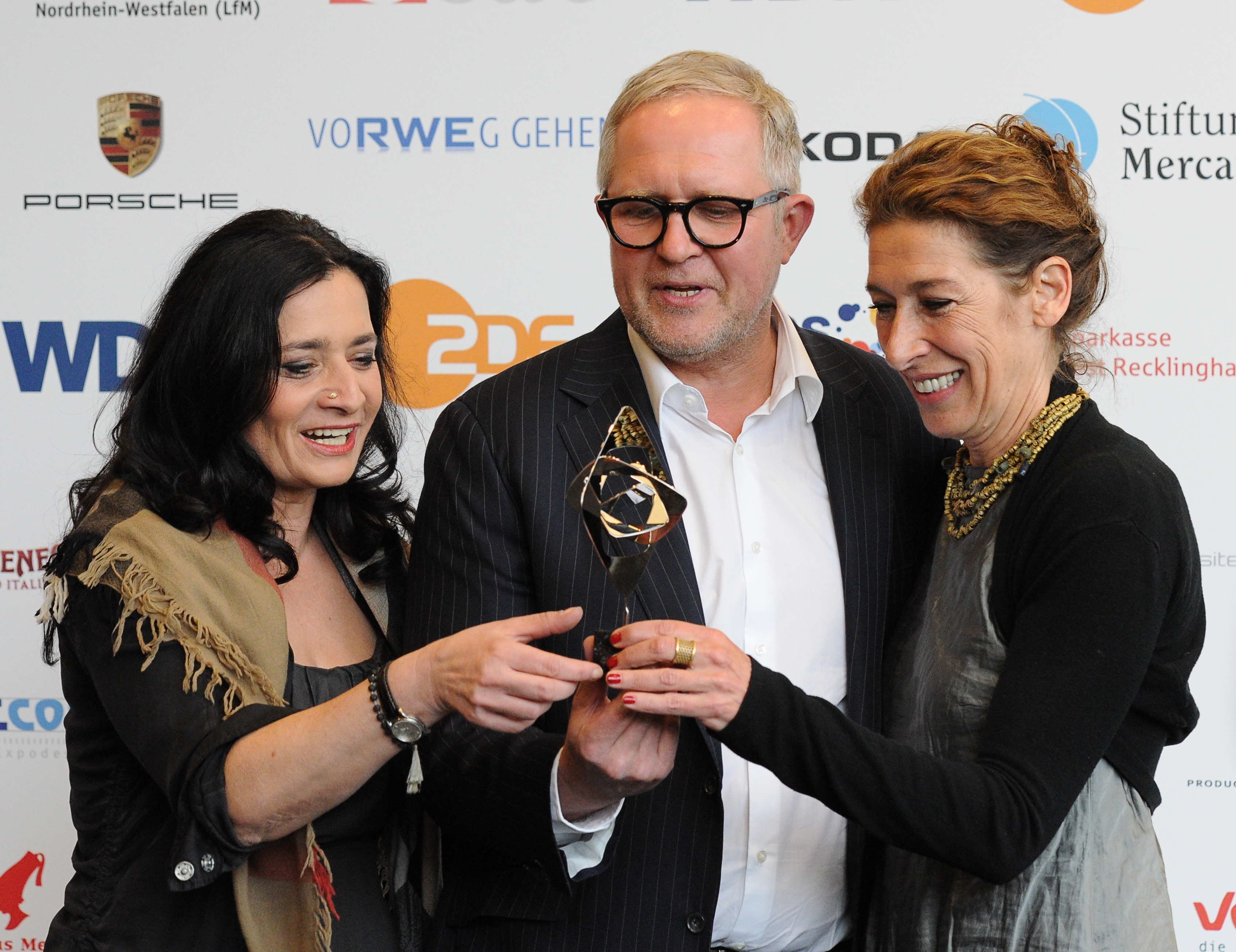
Sabine Derflinger, Harald Krassnitzer und Adele Neuhauser bei der Verleihung des Grimme-Preises

- Grimme-Preis 2014 für Martin Ambrosch, Sabine Derflinger, Adele Neuhauser und Harald Krassnitzer[8]